# Фрурио
Фрурио или Низиско (на гръцки: Φρούριο, катаревуса: Φρούριον, Фрурион, до 1961 година Παλιάλωνα, Палиялона, до 1928 година Νιζισκό, Низиско, катаревуса Νιζισκόν, Низискон) е село в Република Гърция, част от дем Сервия в област Западна Македония.

## География
Селото е разположено на 600 m надморска височина, югозападно от Сервия, в планината Алонорахи.

## История

### Средновековие
Край селото са останките на средновековния град Соск.

### В Османската империя
В 1528 година Низиско има 98 домакинства с 441 жители.
Църквата в селото „Свети Димитър“ е построена в XVII век и е изписана в 1646 - 1647 година. „Успение Богородично“ е от 1738 година.
Александър Синве ("Les Grecs de l’Empire Ottoman. Etude Statistique et Ethnographique"), който се основава на гръцки данни, в 1878 година пише, че в Незякос (Neziakos) живеят 130 гърци.
На Етнографската карта на Битолския вилает на Картографския институт в София от 1901 година Низиско е чисто гръцко село в Серфидженската каза на Серфидженския санджак с 15 къщи.
Според статистика на Серфидженския санджак на гръцкото консулство в Еласона от 1904 година в Изиско (Ιζισκό), Серфидженска каза, живеят 90 гърци елинофони християни.

### В Гърция
През октомври 1912 година, по време на Балканската война, в селото влизат гръцки части и след Междусъюзническата война в 1913 година селото остава в Гърция. В 1928 година името на селото е сменено на Палиялона, а в 1961 година на Фрурио.
Населението традиционно произвежда жито, картофи и други земеделски продукти, като се занимава и със скотовъдство.
| Година    | 1913 | 1920 | 1928 | 1940 | 1951 | 1961 | 1971 | 1981 | 1991 | 2001 | 2011 | 2021 |
| --------- | ---- | ---- | ---- | ---- | ---- | ---- | ---- | ---- | ---- | ---- | ---- | ---- |
| Население | 109  | 116  | 159  | 189  | 210  | 264  | 216  | 127  | 96   | 79   | 51   | 35   |